# Muž jménem Ove
Muž jménem Ove (švédsky En man som heter Ove) je román švédského bloggera a novináře Fredrika Backmana. V českém překladu vyšel v roce 2014 v nakladatelství Host. V roce 2015 byl zfilmován a v roce 2022 byl vydán remake Muž jménem Otto režírovaný Marcem Forsterem s Tomem Hanksem v hlavní roli.